# 俄罗斯—南非关系
俄罗斯－南非关系（俄语：Российско-южноафриканские отношения），是指俄罗斯和南非的外交关系。两国在1992年2月28日建交，俄罗斯在比勒陀利亚有大使馆、在开普敦有领事馆；南非在莫斯科有南非驻俄罗斯大使馆。

## 参見
- 俄罗斯外交
- 南非外交